# Upplands runinskrifter 334
Upplands runinskrifter 334 är en vikingatida runsten av rödaktig granit i Orkesta kyrka, Orkesta socken och Vallentuna kommun. Runstenen är 1,45 meter hög, 0,9 meter bred och 0,3 meter tjock. Runhöjden är 7 centimeter. U 334 låg förut som tröskelsten till vapenhuset, men plockades upp i samband med en restaurering av kyrkan 1909. Den restes då inne i kyrkan, mittemot U 333.
Ytan på runstenen är sliten och delar av inskriften saknas.

## Inskriften
Translitterering av runraden:
(k)u[þs]n[o]n--þ[a]... stiain ' iftiʀ ' fa[þu]- ...[n] (b)iaorn · u(k) moþur · siena ' ...(f)(t)(n)-... ...-bi sialu ... [kt]il · risti
Normalisering till runsvenska:
... stæin æftiʀ faðu[r] [si]nn Biorn ok moður sina ... [hial]pi sialu ... Kætill risti.
Översättning till nusvenska:
stenen efter sin fader Björn och sin moder ... hjälpe själen ... Kättil ristade.